# Heterodrilus pentcheffi
Heterodrilus pentcheffi är en ringmaskart som beskrevs av Erséus 1981. Heterodrilus pentcheffi ingår i släktet Heterodrilus och familjen glattmaskar. Inga underarter finns listade i Catalogue of Life.